# Тиквоцветни
Тиквоцветните (Cucurbitales) са разред биота от царство Растения (Plantae).
Таксонът е описан за пръв път от чешкия ботаник Бедржих Вшемир фон Берхтолд през 1820 година.

## Семейства
- Anisophylleaceae
- Apodanthaceae – Аподантови
- Begoniaceae – Бегониеви
- Coriariaceae
- Corynocarpaceae
- Cucurbitaceae – Тиквови
- Datiscaceae
- Tetramelaceae – Тетрамелесови